# Michael Reiter (Biathlet)
Michael Reiter (* 30. März 1988 in Radstadt) ist ein österreichischer Skilangläufer und Biathlet.
Michael Reiter startet für den USC Altenmarkt-Zauchensee. Seine ersten nationalen und internationalen Rennen bestritt er zum Jahreswechsel 2004/05. Zunächst lief er Rennen im Skilanglauf-Alpencup, in FIS- und Junioren-Rennen. 2007 nahm er in Tarvisio an den Nordischen Junioren-Weltmeisterschaften teil und wurde 16. über 10 Kilometer Freistil und 14. im Verfolgungsrennen. Seine beiden Rennen bei den Junioren-Weltmeisterschaften 2008 in Malles beendete er nicht. In Göstling an der Ybbs wurde er 2008 Meister bei den Österreichischen Meisterschaften über 10 Kilometer Klassisch, 2009 hinter Michael Hauser Vizemeister über 30 Kilometer Freistil in Seefeld in Tirol.
Zur Saison 2008/2009 wechselte Reiter zum Biathlonsport. In Obertilliach debütierte er im IBU-Cup und wurde in seinem ersten Rennen, einem Einzel, 82. Erste Punkte gewann er gegen Ende der Saison bei einem Einzel in Ridnaun als 23. Im Sprintrennen musste er sich als Zweitplatzierter nur Erik Lesser geschlagen geben. In Canmore nahm er an den Junioren-Weltmeisterschaften teil und belegte die Plätze 21 im Einzel, 39 im Sprint, 41 in der Verfolgung und zehn mit der Staffel. Bei den Junioren-Rennen der Biathlon-Europameisterschaften 2009 in Ufa wurde er 12. des Einzels, 16. des Sprints und Neunter im Verfolgungsrennen.

## Biathlon-Weltcup-Platzierungen
Die Tabelle zeigt alle Platzierungen (je nach Austragungsjahr einschließlich Olympische Spiele und Weltmeisterschaften).
- 1.–3. Platz: Anzahl der Podiumsplatzierungen
- Top 10: Anzahl der Platzierungen unter den ersten zehn (einschließlich Podium)
- Punkteränge: Anzahl der Platzierungen innerhalb der Punkteränge (einschließlich Podium und Top 10)
- Starts: Anzahl gelaufener Rennen in der jeweiligen Disziplin
- Staffel: inklusive Mixed- und Single-Mixed-Staffeln

| Platzierung         | Einzel | Sprint | Verfolgung | Massenstart | Staffel | Gesamt |
| ------------------- | ------ | ------ | ---------- | ----------- | ------- | ------ |
| 1. Platz            |        |        |            |             |         |        |
| 2. Platz            |        |        |            |             |         |        |
| 3. Platz            |        |        |            |             |         |        |
| Top 10              |        |        |            |             |         |        |
| Punkteränge         |        |        |            |             |         |        |
| Starts              | 1      | 4      | 2          |             |         | 7      |
| Stand: Karriereende |        |        |            |             |         |        |